# Usseln
Usseln is een plaats in de Duitse gemeente Willingen (Upland) in de deelstaat Hessen. Het dorp is vooral bekend als kuuroord en wintersportplaats.

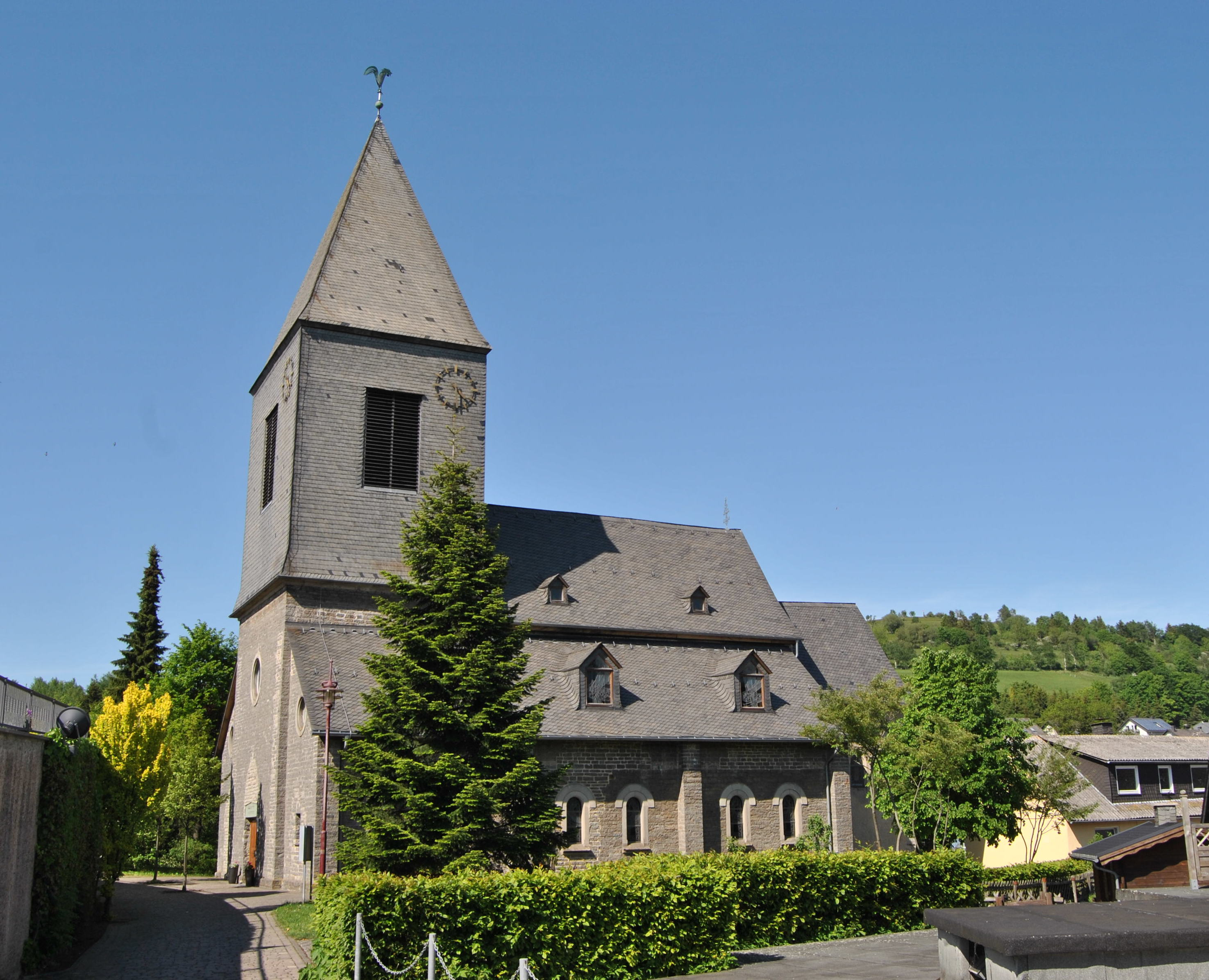
Kiliaankerk

De evangelisch-lutherse Kiliaankerk in het dorp werd reeds in de 9e eeuw gebouwd. Het gebouw raakte echter diverse malen door oorlogsgeweld, brand of bouwvalligheid zwaar beschadigd, maar werd telkens weer herbouwd of gerenoveerd. In het interieur bevindt zich een altaarstuk uit de 17e eeuw.
Te Usseln stond in een voormalige zuivelfabriek een aan melk gewijd museum. (Muhseum). Door de covid-19-crisis moest het de poorten sluiten. Een heropening is (februari 2022) nog niet gepland.
De rivier de Diemel ontspringt in Usseln.